# Lưu Vĩnh Trị
Lưu Vĩnh Trị (tiếng Trung: 刘永治; sinh tháng 11 năm 1944) là Thượng tướng Quân Giải phóng Nhân dân Trung Quốc (PLA). Ông từng là Phó Chủ nhiệm Tổng cục Chính trị Quân Giải phóng Nhân dân Trung Quốc và Bí thư Đảng ủy Quân khu kiêm Chính ủy Quân khu Lan Châu.

## Tiểu sử

### Thân thế
Lưu Vĩnh Trị sinh tháng 11 năm 1944, người Yên Lăng, tỉnh Hà Nam.

### Giáo dục
Tháng 9 năm 1982 đến tháng 7 năm 1984, Lưu Vĩnh Trị theo học lớp hoàn thành tại Học viện Chính trị Quân Giải phóng Nhân dân Trung Quốc.
Tháng 8 năm 1994 đến tháng 12 năm 1996, ông theo học hàm thụ chuyên ngành quản lý kinh tế tại Trường Đảng Trung ương Đảng Cộng sản Trung Quốc.

### Sự nghiệp
Tháng 8 năm 1960, Lưu Vĩnh Trị gia nhập Quân Giải phóng Nhân dân Trung Quốc nhận nhiệm vụ chiến sĩ, Phó Tiểu đội trưởng. Tháng 11 năm 1963, Lưu Vĩnh Trị gia nhập Đảng Cộng sản Trung Quốc.
Tháng 4 năm 1980, ông giữ chức vụ Chủ nhiệm Ban Chính trị Trung đoàn Lục quân. Tháng 10 năm 1980, ông được bổ nhiệm làm Chính ủy Trung đoàn Lục quân. Tháng 7 năm 1984, ông được bổ nhiệm giữ chức Phó Chính ủy Sư đoàn Lục quân. Tháng 11 năm 1985, ông được bổ nhiệm làm Chủ nhiệm Phòng Chính trị Sư đoàn Lục quân. Tháng 10 năm 1986, ông được điều chuyển làm Chính ủy Sư đoàn Lục quân. Tháng 1 năm 1990, ông được bổ nhiệm làm Chủ nhiệm Cục Chính trị Tập đoàn quân Lục quân. Tháng 2 năm 1994, ông được bổ nhiệm giữ chức Chính ủy Tập đoàn quân Lục quân.
Tháng 4 năm 1999, ông được bổ nhiệm làm Ủy viên Thường vụ Đảng ủy Quân khu, Chủ nhiệm Cục Chính trị Quân khu Nam Kinh. Tháng 12 năm 2000, ông được bổ nhiệm giữ chức Ủy viên Thường vụ Đảng ủy Quân khu, Phó Chính ủy Quân khu Nam Kinh. Tháng 10 năm 2002, Lưu Vĩnh Trị được bổ nhiệm làm Bí thư Đảng ủy Quân khu, Chính ủy Quân khu Lan Châu. Ngày 14 tháng 11 năm 2002, tại Đại hội Đảng Cộng sản Trung Quốc lần thứ 16, ông được bầu làm Ủy viên Ban Chấp hành Trung ương Đảng Cộng sản Trung Quốc khóa XVI. Tháng 12 năm 2004, ông được bổ nhiệm giữ chức vụ Ủy viên Đảng ủy Tổng cục Chính trị, Phó Chủ nhiệm Tổng cục Chính trị Quân Giải phóng Nhân dân Trung Quốc. Ngày 21 tháng 10 năm 2007, tại Đại hội Đảng Cộng sản Trung Quốc lần thứ 17, ông được bầu làm Ủy viên Ban Chấp hành Trung ương Đảng Cộng sản Trung Quốc khóa XVII. Tháng 12 năm 2009, ông được miễn nhiệm chức vụ Phó Chủ nhiệm Tổng cục Chính trị Quân Giải phóng Nhân dân Trung Quốc, nghỉ công tác trong quân đội.
Tháng 2 năm 2010, Lưu Vĩnh Trị được bổ nhiệm làm Phó Chủ nhiệm Ủy ban Y tế Văn hóa Khoa học Giáo dục của Đại hội đại biểu Nhân dân toàn quốc (Quốc hội Trung Quốc) khóa XI nhiệm kỳ 2008 đến năm 2013.

## Lịch sử thụ phong quân hàm
| Quân hàm |             |             | Thượng tướng |  |  |  |  |  |  |  |  |
| Cấp bậc  | Thiếu tướng | Trung tướng | Thượng tướng |  |  |  |  |  |  |  |  |
|          |             |             |              |  |  |  |  |  |  |  |  |